# Мідленд (Північна Кароліна)
Мідленд (англ. Midland) — місто (англ. town) в США, в окрузі Каберрус штату Північна Кароліна. Населення — 4684 особи (2020).

## Географія
Мідленд розташований за координатами 35°14′39″ пн. ш. 80°31′15″ зх. д. / 35.24417° пн. ш. 80.52083° зх. д. (35.244052, -80.520893).  За даними Бюро перепису населення США в 2010 році місто мало площу 25,86 км², уся площа — суходіл. В 2017 році площа становила 27,36 км², уся площа — суходіл.

## Демографія
Згідно з переписом 2010 року, у місті мешкали 3073 особи в 1192 домогосподарствах у складі 890 родин. Густота населення становила 119 осіб/км².  Було 1283 помешкання (50/км²).
Расовий склад населення:
| - 89,9 % — білих - 6,2 % — чорних або афроамериканців - 0,9 % — азіатів - 0,3 % — корінних американців |

До двох чи більше рас належало 1,8 %. Частка іспаномовних становила 3,5 % від усіх жителів.
За віковим діапазоном населення розподілялося таким чином: 23,1 % — особи молодші 18 років, 63,2 % — особи у віці 18—64 років, 13,7 % — особи у віці 65 років та старші. Медіана віку мешканця становила 40,3 року. На 100 осіб жіночої статі у місті припадало 98,4 чоловіків;  на 100 жінок у віці від 18 років та старших — 96,8 чоловіків також старших 18 років.
Середній дохід на одне домашнє господарство  становив 63 109 доларів США (медіана — 53 885), а середній дохід на одну сім'ю — 66 446 доларів (медіана — 60 032). Медіана доходів становила 36 462 долари для чоловіків та 30 938 доларів для жінок. За межею бідності перебувало 8,6 % осіб, у тому числі 27,4 % дітей у віці до 18 років та 12,2 % осіб у віці 65 років та старших.
Цивільне працевлаштоване населення становило 1684 особи. Основні галузі зайнятості: освіта, охорона здоров'я та соціальна допомога — 23,8 %, будівництво — 16,9 %, мистецтво, розваги та відпочинок — 13,9 %.